# Weißer und schwarzer Rauch

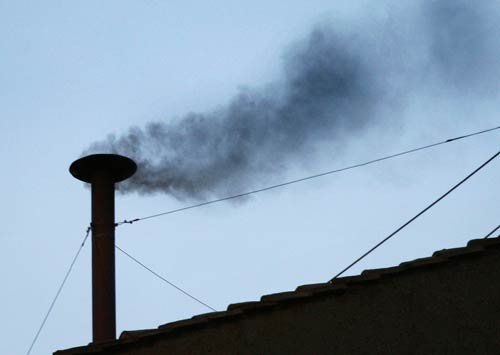
Schwarzer Rauch am Schornstein der Sixtinischen Kapelle, 2005

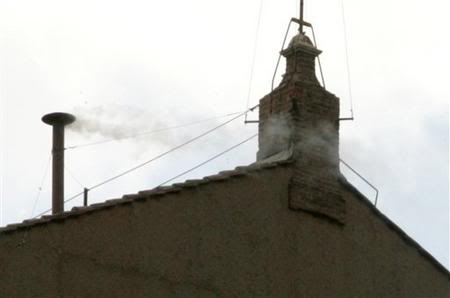
Weißer Rauch am Schornstein der Sixtinischen Kapelle, 2005

Weißer Rauch (lateinisch fumus albus, italienisch fumata bianca) und schwarzer Rauch (lateinisch fumus niger, italienisch fumata nera) kennzeichnen das Ergebnis der Wahlgänge bei einer Papstwahl. 
Die ausgezählten Wahlzettel wurden traditionell zusammen mit etwas Stroh beziehungsweise Werg in einem Kanonenofen verbrannt. Dessen Rohr ist die einzige Verbindung vom Konklave aus der Sixtinischen Kapelle zur Außenwelt und der Schornstein in Form eines Kupferrohrs nahe des Ostgiebels der Kapelle ist vom Petersplatz aus gut sichtbar. Dieser Schornstein wird nur für die Zeit einer Papstwahl aufs Dach montiert, wofür die Feuerwehr des Vatikans zuständig ist. Der dazu benutzte, gusseiserne Ofen ist seit dem Konklave von 1939, aus dem Pius XII. hervorging, immer derselbe und wird ebenfalls nur zum Konklave in der Sixtinischen Kapelle aufgebaut.
Die Wahl eines neuen Papstes wird durch weißen Rauch signalisiert, während schwarzer Rauch anzeigt, dass keine Wahl zustande kam. Dazu wurden entweder die Wahlzettel mit feuchtem Stroh verbrannt oder mit Pech oder Ruß vermischt, so dass sich der Rauch schwarz färbt. Seit dem Konklave 2005 wird zur besseren Unterscheidbarkeit ein zweiter, elektrisch betriebener Ofen verwendet sowie die Farbwirkung durch chemische Zusätze erzeugt: Für schwarzen Rauch werden Kartuschen mit Kaliumperchlorat, Anthracen und Schwefel, für weißen Rauch mit Kaliumchlorat, Lactose und Kolophonium eingesetzt. Zudem werden bei einer erfolgreichen Papstwahl zeitgleich zum weißen Rauch die Glocken des Petersdoms geläutet.
Der Ursprung dieser Tradition ist nicht vollständig geklärt. Jedoch ist bereits für die Papstwahl 1775 im römischen Quirinalspalast Rauch als Signal belegt. Seit 1878 ist das Rauchsignal Bestandteil des Konklaves. In jüngerer Zeit war die Rauchfärbung nicht immer klar zu deuten. So sorgte während der Wahl von Johannes Paul II. 1978 sowie der Wahl von Benedikt XVI. 2005 grauer Rauch für Verwirrung. In der als Wahlordnung geltenden apostolischen Konstitution Universi Dominici Gregis von 1996 wird das Rauchzeichen nicht explizit erwähnt. Daher galt es zunächst als fraglich, ob dieses Zeichen bei einer kommenden Papstwahl weiterhin verwendet würde. Beim darauffolgenden Konklave 2005 wurde jedoch wie gewohnt der Rauch zur Ergebnisverkündung eingesetzt. Zur Papstwahl 2013 bot der Vatikan einmalig eine eigene App als sogenannte „PopeApp“ für Smartphone-Nutzer und eine Webcam für Internetnutzer auf den Seiten als Webanwendung von vatican.va an, um die entsprechenden Rauchzeichen aktuell verfolgen zu können.
Die Redewendung weißer Rauch wird auch im übertragenen Sinne benutzt, wenn in einer Verhandlung eine Lösung gefunden oder – insbesondere in der Medienberichterstattung – eine Wahl entschieden wurde.